# Therese Krones
Therese Krones nebo Terezie Kronesová (* 7. října 1801, Bruntál – 28. prosince 1830, Vídeň) byla rakouská herečka.

## Život

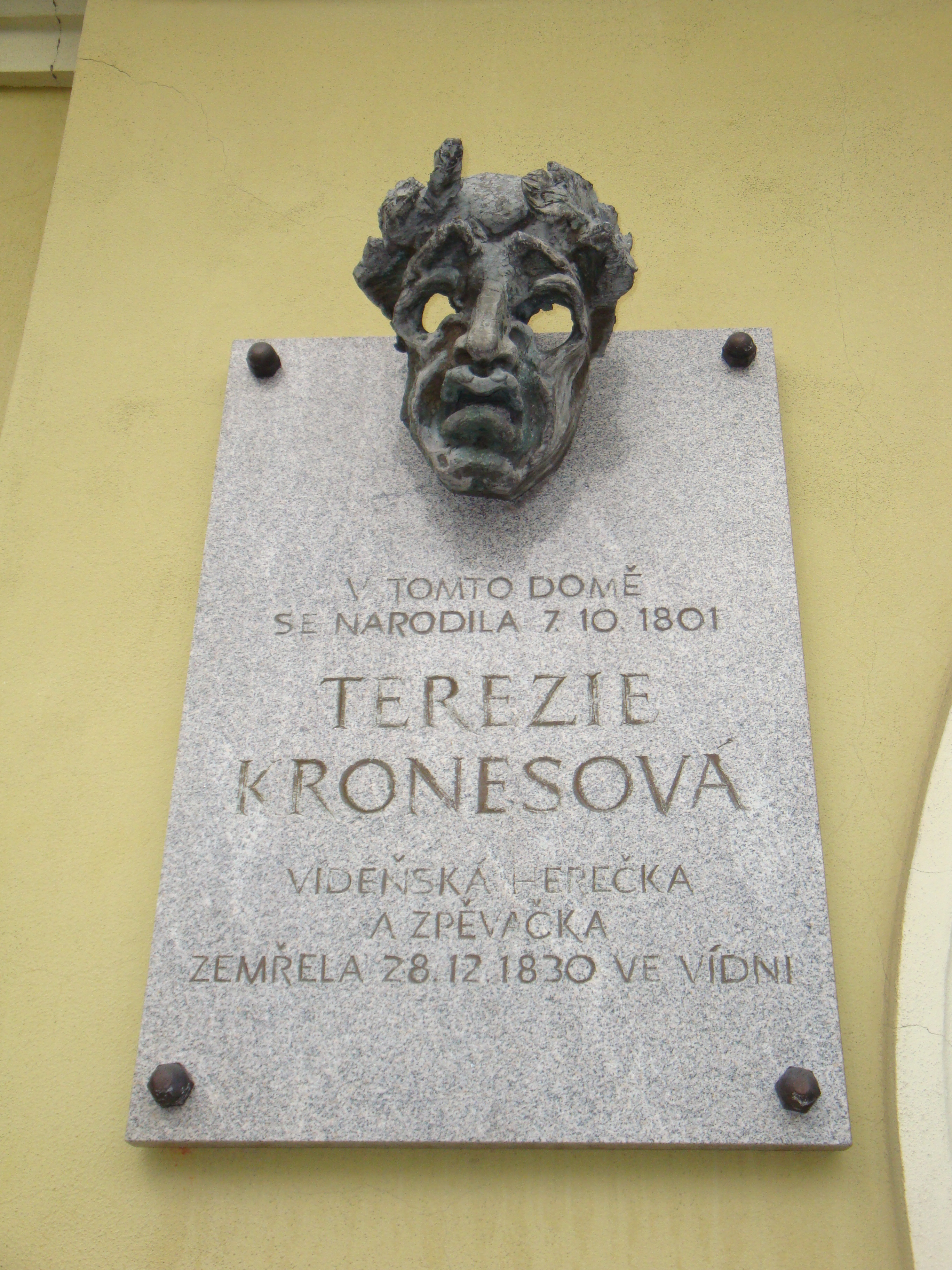
Pamětní deska na rodném domě v Bruntále

Therese Krones byla dcerou herce Franze Josefa Kronese (1766–1839) a jeho manželky Anny Theresie Walter z Rýmařova. Jejím bratrem byl herec Josef Krones (1792–1832). Její otec byl od roku 1796 v angažmá jako zpěvák a herec u barona von Thiersheima v Bruntále, to však roku 1806 opustil, chvíli působil jako první basista v opeře olomouckého divadla a pak ze své rodiny vytvořil malou kočovnou hereckou společnost, s níž cestoval zejména po Moravě a Uhrách. Již v pěti letech se Therese objevila na divadelním jevišti po boku svého otce a bratra. Její první samostatná role byla strážný duch Jeriel v pohádce Die Teufelsmühle am Wienerberg (Čertův mlýn na Vídeňském kopci) Karla Friedericha Henselera ve vídeňském Divadle v Leopoldstadtu (Leopoldstädter Theater), 22. ledna 1810; bylo jí tehdy osm let. V roce 1811 byla dokonce načas samostatně angažovaná jako dětská herečka v městském divadle v Brně. Vystupovala pak s rodinou např. v Temešváru, Bratislavě, vídeňském Divadle v Josefstadtu, Vídeňském Novém Městě, Eisenstadtu a Šoproni. V roce 1819 utrpěl její otec těžké omrzliny a ztratil obě nohy, což byl konec jeho společnosti.
Od svých osmnácti let se tak Therese Krones dala na samostatnou dráhu (obvykle provázena svým bratrem Josefem) a hrála v divadlech v Záhřebě, Štýrském Hradci a Lublani, odkud v říjnu 1821 odešla na hostování do vídeňského Divadla v Leopoldstadtu (Leopoldstädter Theater). Debutovala v titulní roli frašky Philippa Hafnera Das lustige Trauerspiel Evakathel und Prinz Schnudi oder die Belagerung von Ypsilon (Veselá truchlohra Evička a princ Šnudi aneb Obléhání Ypsilonu). Wiener Zeitung o jejím debutu tehdy napsaly: „Dlle. Krones, členka divadla v Lublani, hostovala 11. října jako princezna Evička. Její komický talent, podporovaný příjemným zjevem, jí zajistil příznivé přijetí početným shromážděným publikem; a i když její chybný zpěv oslaboval účinek jejího výkonu, byla přece jen na konci představení poctěna vyvoláváním.“ O dva měsíce později byla pro toto divadlo angažována pro role naivek, subret a druhého zpěvního oboru. Zde si jejího komediálního talentu povšiml a prosazoval ji významný rakouský dramatik a divadelník Ferdinand Raimund, působící tehdy v témže divadle. V následujících letech zde hrála po boku mj. Ferdinanda Raimunda, Friedricha Josefa Korntheuera a Ignaze Schustera, s nimiž tvořila nejpopulárnější čtveřici starovídeňského lidového divadla.

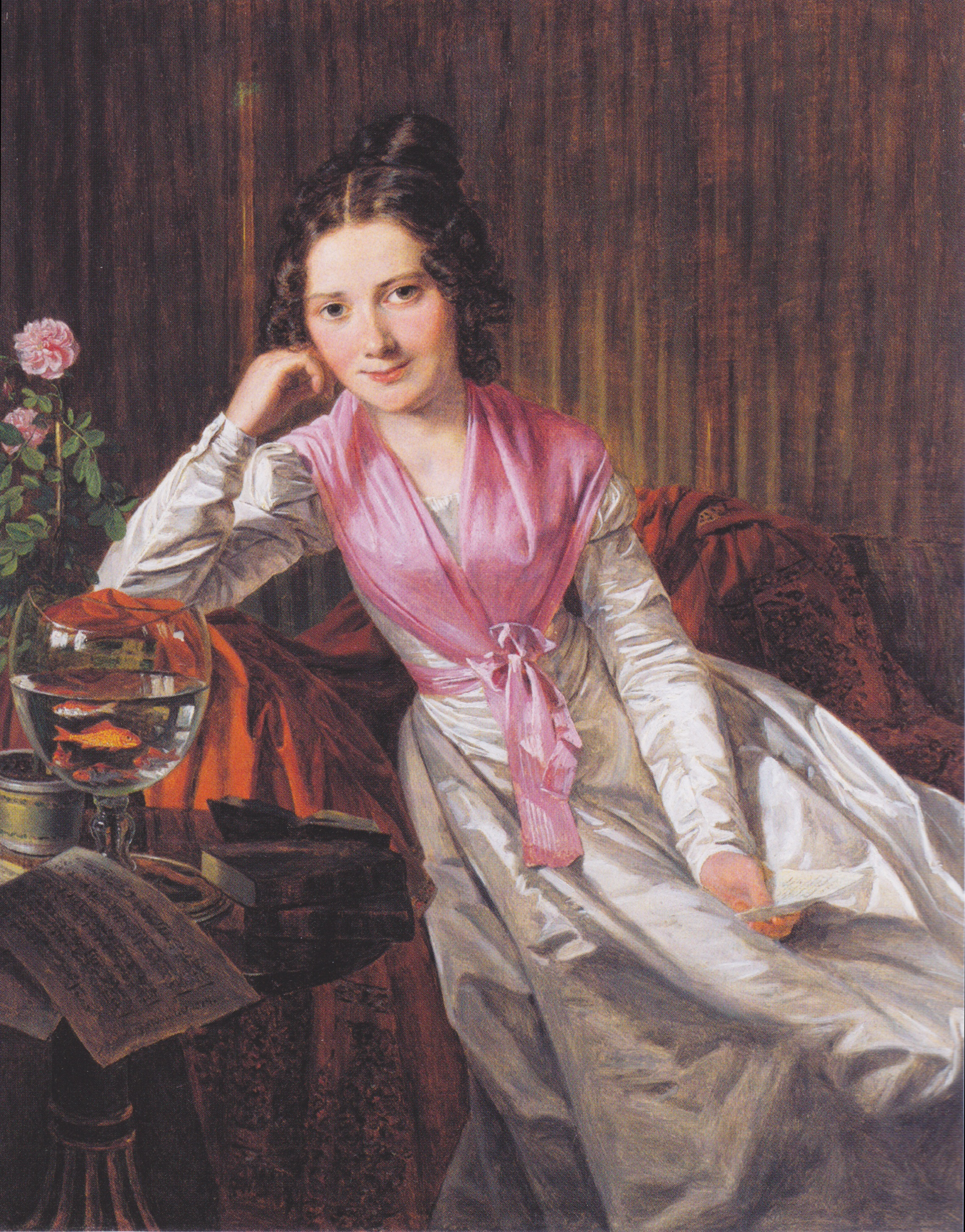
Therese Krones. Obraz Ferdinanda Georga Waldmüllera z roku 1824.

Průlomem na cestě k úspěchu byly pro Therese Krones roku 1824 dvě úlohy: role Zilly v kouzelné hře Adolfa Bäuerleho Aline oder Wien im anderen Welttheile (Alina aneb Vídeň v jiném díle světa) a role Rosamunde ve veselohře téhož autora Lindane oder die Fee der Haarbeutelschneider oder der Pantoffelmacher im Feenreich (Lindane aneb Krejčíkova víla aneb Pantoflář v říši víl). Raimund pro ni napsal role v několika svých hrách, například už roku 1824 roli kuchařky Mariandel ve své hře Der Diamant des Geisterkönigs (Diamant krále duchů). Therese Krones ideálně zosobňovala typ dobrotivého ženství ve vídeňské lidové komedii; hrála přirozeně a s vkusem, neváhala improvizovat a dokázala neomylně reagovat na náladu publika. Mezi její přednosti však patřila velká tvárnost, takže hrála jak naivní dívky, tak komické staré panny nebo hádavé manželky, a stala se nesmírně populární. Největší životní úspěch ostatně slavila roku 1826 v roli poněkud mimo svůj obor, jako „kalhotková“ postava Mládí v Raimundově pohádkové hře Das Mädchen aus der Feenwelt oder Der Bauer als Millionär (Dívka ze světa víl aneb Sedlák milionářem); zde zpívala i jeden z největších lidových šlágrů Vídně 19. století, píseň Brüderlein fein. Malíř Moritz von Schwind namaloval její portrét v této úloze a Josef Kriehuber, vídeňský salonní portrétista, podle tohoto obrazu vytvořil litografii, jež doznala značného rozšíření sama o sobě i jako vzor pro dekorativní předměty. Tento obraz použila mj. slavná vídeňská cukrárna Demel jako předlohu pro sochu z cukrové polevy.
Kariéra a společenský vzestup Therese Krones se vyznačovaly i velmi marnotratným životním stylem. Tomu byl náhle konec, když byl její milenec, polský šlechtic Severin von Jaroszynski, odhalen jako podvodník a loupežný vrah, 16. ledna 1827 v přítomnosti herečky zatčen a 30. srpna téhož roku veřejně popraven u sloupu zvaného Spinnerin am Kreuz. Herečka se na to stáhla z profesního i společenského života ve Vídni a hodlala odejít do kláštera. Ferdinandu Raimundovi se až po několikaměsíčním přesvědčování podařilo ji od tohoto záměru odvrátit. Dne 6. září 1827 se vrátila na jeviště v titulní roli komedie Julerl, die Putzmacherin (Uklízečka Julinka, parodie Spontiniho opery Vestálka). Obecenstvo ji přijalo s takovým nadšením, že Raimund si po straně stěžoval: „Je to to stejné publikum, které se domnívalo, že má právo vměšovat se do mých soukromých záležitostí, a zuřivě mne vypískalo, když jsem si odmítl vzít děvče, o jejíchž lehkém mravu jsem se bohužel coby snoubenec zcela přesvědčil? Mně kvůli tomu ponižovali – a sprostá záletnice, jejíž marnotratnost spoluzavinila vraždu, je vítána s takovým jásotem, jako by před oči zástupů vstupovala po velkém činu.“
Roku 1828 hrála Nettchen v kouzelné frašce se zpěvy Sylphide, das Seefräulein, již sama napsala a jež slavila značný úspěch a dísáhla 123 repríz. Zato její další dramatický pokus, kouzelná hra Der Branntweinbrenner und der Nebelgeist (Vinopalník a mlžný duch, 1829), byl přijat mnohem chladněji a po sedmi představeních zmizel z repertoáru. Existují však domněnky, že tyto hry, jimž se její jméno zdálo zaručovat popularitu, pocházejí ve skutečnosti z pera jejího bratra Josefa. Roku 1830 společně s Ferdinandem Raimundem opustila Divadlo v Leopoldstadtu a přešla do Divadla na Vídeňce (Theater an der Wien), kde nechala uvést svou komedii Kleopatra.
Theresie Krones je považována za nejgeniálnější herečku starého vídeňského lidového divadla: tehdejší divadelní kritik Saphir o ní prohlásil, že svým rolím nedávala nic z autora, zato všechno ze sebe. Saphir o ní napsal: „Krones nezářila, neblyštěla, neleskla se: bodala do očí, bodala do uší, bodala do smyslů. Byla vlastním zjevem, který bohužel, bohudík, nenašel následovníka. Dlle Krones podávala vynikající výkon jako Dlle Krones, nikdy jako role. […] Měla nevšední nadání instinktivního proniknutí do nejhlubších tajemství individuality publika, které je vždy spíše člověkem smyslů než rozumu.“ Ve své době však vzbuzovala pro svůj lidový tón a opovážlivost i mravní odsouzení. Kritik Castelli o ní napsal, že „čerpala svou komiku z kvasu lůzy a ze stoky nemravnosti“.

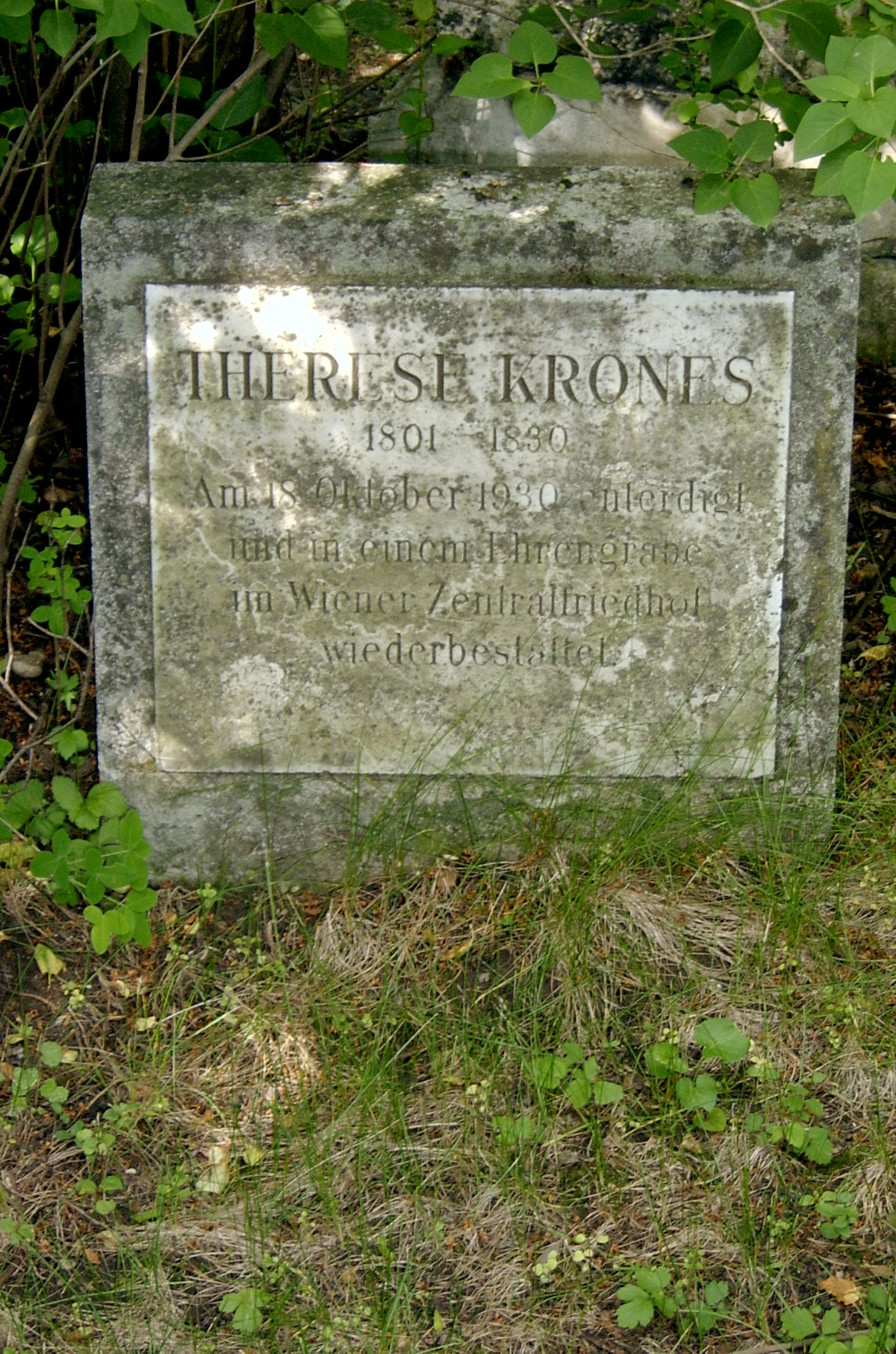
Kenotaf na hřbitově Sankt Marxer Friedhof ve Vídni

Už od roku 1828 trpěla Therese Krones vážnými žaludečními potížemi, jimž nepomohla ani kúra v Karlových Varech. Dne 28. prosince 1830 zemřela ve Vídni po krátké těžké chorobě ve věku 29 let, v přítomnosti své kostýmérky Babette Sommerové a přítele Franze Rohra, který se spolu s bratrem Josefem Kronesem stal jejím dědicem. Byla pochována na hřbitově St. Marxer Friedhof, odkud však byly její pozůstatky ve 20. století exhumovány a přeneseny na vídeňský Ústřední hřbitov, kde jí byl zřízen čestný hrob města Vídně (skupina 32 A, č. 45 A). Na hřbitově St. Marxer Friedhof na její původní místo odpočinku upomíná malý kenotaf.
V roce 1930 po ní byla pojmenována ulice (Kronesgasse) ve vídeňské čtvrti Döbling (19. okres).
Dramatik Adolf Bäuerle, který s Therese Krones často spolupracoval, o ní vydal v roce 1854 na základě svých vzpomínek životopisný román Therese Krones: Roman aus Wien's jüngster Vergagenheit (Therese Krones: román z nejnovější minulosti Vídně).

## Díla
- Sylphide, das See-Fräulein (Sylfida, mořská panna, 1828), kouzelná fraška se zpěvy
- Der Branntweinbrenner und der Nebelgeist (Vinopalník a mlžný duch, 1829), kouzelná hra s hudbou Josefa Drechslera
- Kleopatra (1830), travestie o dvou jednáních s hudbou Adolfa Müllera